# Пасбаге-Корале (підрозділ окружного секретаріату)
Підрозділ окружного секретаріату Пасбаге-Корале — підрозділ окружного секретаріату округу Канді, Центральна провінція, Шрі-Ланка. Складається з 29 Грама Ніладхарі.